# Baronía de Beniparrell

Escudo del municipio de Beniparrell, que dio nombre a esta baronía

La baronía de Beniparrell es un título nobiliario español creado el 1 de agosto de 1258 por el rey Jaime I de Aragón a favor de Arnaldo de Romaní y Escrivá.

## Denominación
Su denominación hace referencia al municipio de Beniparrell perteneciente a la Comunidad Valenciana (España). Dentro de la provincia de Valencia y a la comarca de la Huerta Sur.

## Antecedentes
En sus orígenes Beniparrell era una alquería musulmana, pero una vez conquistado el Reino de Valencia, pasó a ser señorío de Arnaldo de Romaní y Escrivá, en agradecimiento por los servicios prestados, como I barón de Beniparrell.
Arnaldo de Romaní y Escrivá, sería señor de Beniparrell hasta 1297 cuando se vendió a Andrés Albalate, segundo obispo que tuvo Valencia, por unas 44.000 libras, quien lo donó a los Padres Cartujos (convento de Portaceli). Más tarde, el 1314 Beniparrell fue comprado por Pedro de Ripoll, ciudadano de Valencia, al monasterio de Portaceli. Después de algunos cambios de propietario más, finalmente volvió al linaje de los Romaní.
En los últimos años del siglo XIV, se convirtió en una propiedad de la familia Escrivá que volvieron a ser barones de Beniparrell. 
En 1600 se vendieron unos terrenos a los frailes carmelitas para que construyeran un convento. Y fue alrededor de este donde comenzó a establecerse la población. Durante las desamortizaciomes del siglo XIX el convento pasó a manos privadas, siendo comprado por el barón.
En 1776, Luis Escrivá de Romaní y Campodón, XII barón de Beniparrell, repartió las tierras entre los jornaleros que las cultivaban.

## Barones de Beniparrell
|                                | Titular                                          | Periodo                        |
| Creación por Jaime I de Aragón | Creación por Jaime I de Aragón                   | Creación por Jaime I de Aragón |
| ------------------------------ | ------------------------------------------------ | ------------------------------ |
| I                              | Arnaldo de Romaní y Escrivá                      | 1258-                          |
| II                             |                                                  |                                |
| III                            |                                                  |                                |
| IV                             |                                                  |                                |
| V                              |                                                  |                                |
| VI                             |                                                  |                                |
| VII                            |                                                  |                                |
| VIII                           |                                                  |                                |
| IX                             |                                                  |                                |
| X                              | Luis Escrivá de Romaní y Sanz de Alboy           |                                |
| XI                             | Juan Escrivá de Romaní y Cabanilles              |                                |
| XII                            | Luis Escrivá de Romaní y Camprodón               |                                |
| XIII                           | Joaquín Escrivá de Romaní y Taverner             | -1850                          |
| XIV                            | José María Escrivá de Romaní y Dusay             | 1856-1890                      |
| XV                             | Joaquín Escrivá de Romaní y Fernández de Córdoba | 1894-1897                      |
| XVI                            | Luis Beltrán Escrivá de Romaní y Sentmenat       | 1898-1977                      |
| XVII                           | Ildefonso Escrivá de Romaní y Patiño             | 1978-1982                      |
| XVIII                          | Alfonso Escrivá de Romaní y Mora                 | 1983-actual titular            |

## Historia de los Barones de Beniparrell
- Arnaldo Romaní y Escrivá, I barón de Beniparrell.

- Luis Escrivá de Romaní y Sanz de Alboy, X barón de Beniparrell.

Le sucedió:
- Juan Escrivá de Romaní y Cabanilles, XI barón de Beniparrell.

Le sucedió:
- Luis Escrivá de Romaní y Campodrón (n. en 1762), XII barón de Beniparrell.

Le sucedió:
- Joaquín Escrivá de Romaní y Taverner (1793-1850), XIII barón de Beniparrell. Se intituló "marqués de San Dionís" (no reconocido).

1. Casó con Francisca Dusay y de Fivaller (1802-1854),  II marquesa de Monistrol de Noya.

Le sucedió, en 1857, su hijo:
- José María Escrivá de Romaní y Dusay (1825-1890), XIV barón de Beniparrell, II marqués de San Dionís,  III marqués de Monistrol de Noya, Senador del Reino vitalicio, Gran Cruz y Collar de la Orden de Carlos III, miembro de la Real Maestranza de Valencia, concejal y teniente alcalde del Ayuntamiento de Barcelona.

1. Casó, en Madrid, el 20 de julio de 1857, con María Antonia Fernández de Córdoba y Bernaldo de Quirós (n.1833), XV condesa de Sastago.

Le sucedió, en 1898, su hijo:
- Joaquín Escrivá de Romaní y Fernández de Córdoba (1858-1897), XV barón de Beniparrell, III marqués de San Dionís,  IV marqués de Monistrol de Noya, VII marqués de Aguilar de Ebro. Diputado a Cortes, Gentil hombre de cámara, presidente del Instituto Agrícola Catalán de San Isidro.

1. Casó, en Barcelona, el 30 de junio de 1883, con María del Pilar de Sentmenat y Patiño, Osorio y Queralt (n.1860), I condesa de Alcubierre y grande de España.

Le sucedió, en 1898, su hijo:
- Luis Beltrán Escrivá de Romaní y Sentmenat (1888-1977), XVI barón de Beniparrell, VIII marqués de Aguilar de Ebro, V marqués de Monistrol de Noya, XVI conde de Sástago, dos veces grandeza de España,  IX marqués de Peñalba, VIII conde de Glimes, maestrante de Valencia, Gentilhombre de Cámara del Rey Alfonso XIII con ejercicio y servidumbre.

1. Casó en Madrid (San Sebastián) el 10 de enero de 1913 con Josefa Patiño y Fernández-Durán, su prima segunda, Dama de la Reina Victoria Eugenia y de la Maestranza de Valencia, que nació en Madrid (San Sebastián) el 30 de noviembre de 1889 y finó en la misma el 23 de noviembre de 1975, hija de Luis María de los Ángeles Patiño y Mesa, VIII marqués del Castelar y VI de la Sierra, grande de España, XII conde de Guaro, y de María de la Concepción Fernández-Durán y Caballero, de los marqueses de Perales del Río, naturales de Madrid.

Le sucedió, en 1978, su hijo:
- Ildelfonso Escrivá de Romaní y Patiño (1918-1983), XVII barón de Beniparrell, IX marqués de Aguilar de Ebro, VI marqués de Monistrol de Noya, XVII conde de Sástago con grandeza de España,  X marqués de Peñalba (título que cedió a su hijo Luis Beltrán), caballero de Malta y de la Real Maestranza de Valencia, Hermandad del Santo Cáliz y Cuerpo de la Nobleza de Cataluña, Comandante de Caballería retirado, nacido en El Espinar (Segovia) el 15 de septiembre de 1918 y finado en Madrid el 11 de agosto de 1981.

1. Casó en Madrid el 10 de noviembre de 1944 con María de las Nieves de Mora y Aragón, nacida en Guetaria (Guipúzcoa) el 28 de agosto de 1917 y fallecida en Madrid el 10 de diciembre de 1985. Esta señora era hermana de Fabiola de Mora y Aragón, reina de los belgas por su matrimonio con el rey Balduino I; hijas ambas de Gonzalo de Mora y Fernández del Olmo, IV marqués de Casa Riera, conde de Mora, y de Blanca de Aragón y Carrillo de Albornoz, de los marqueses de Casa Torres.

Fueron padres de:
1. Alfonso Escrivá de Romaní y Mora, que sigue, y de
2. Luis Beltrán Escrivá de Romaní y Mora, XI marqués de Peñalba, nacido en San Sebastián el 23 de agosto de 1946 y casado en Madrid el 15 de junio de 1973 con Ana Arsuaga de Gandarillas, nacida en Madrid el 4 de abril de 1949, hija de Pedro Arsuaga y Dabán, natural de Madrid, y de Dolores de Gandarillas y Calderón. Con descendencia.
3. María del Perpetuo Socorro Escrivá de Romaní y Mora, nacida el 5 de julio de 1948 en Madrid, donde casó el 31 de mayo de 1974 con Javier de Silva y Mendaro, conde de Sinarcas, maestrante de Sevilla, donde nació el 16 de mayo de 1946, hijo de Luis de Silva y Azlor de Aragón, duque de Miranda, grande de España, conde de Sinarcas y vizconde de Villanova, maestrante de Sevilla, natural de Madrid, y de María Fernanda Mendaro y Diosdado, marquesa de Angulo y de Casa Mendaro, que lo era de Sevilla. Con posteridad.
4. María del Pilar Escrivá de Romaní y Mora, nacida en San Sebastián el 2 de octubre de 1949 y que permanece soltera.
5. Blanca Escrivá de Romaní y Mora, nacida el 6 de enero de 1951 en Madrid, donde casó el 31 de mayo de 1976 con Diego Chico de Guzmán y Girón, VI marqués de Ahumada, maestrante de Ronda, nacido en Madrid el 22 de abril de 1947, hijo de Diego Chico de Guzmán y Mencos, V conde de la Real Piedad, maestrante de Granada, y de Ana María Girón y Canthal, V duquesa de Ahumada, grande de España, marquesa de Ahumada y de las Amarillas, naturales de Madrid. Con prole.
6. José Escrivá de Romaní y Mora, marqués del Real Tesoro, nacido en Barcelona el 24 de junio de 1952 y casado en Madrid el 12 de enero de 1981 con María de Morales-Arce y Crespí de Valldaura, nacida en Madrid el 14 de julio de 1955, hija de José María de Morales-Arce y López de Ayala, maestrante de Zaragoza, y de Margarita Crespí de Valldaura y Liniers, naturales de Madrid. Con posteridad.
7. María de las Mercedes Escrivá de Romaní y Mora, nacida en Barcelona el 12 de octubre de 1953,
8. Ana Escrivá de Romaní y Mora, nacida en Madrid el 21 de octubre de 1954, que profesó carmelita descalza en el convento del Cerro de los Ángeles.
9. Inés Escrivá de Romaní y Mora, nacida el 17 de junio de 1956 en Madrid, donde casó el 12 de junio de 1984 con Fernando de Soto y Falcó, Ingeniero Agrónomo, nacido en Madrid el 11 de noviembre de 1956, hijo de Fernando de Soto y Colón de Carvajal, marqués de Arienzo, grande de España, conde de Puertohermoso, natural de Pizarra (hermano de María, la mujer de Luis Beltrán Escrivá de Romaní y Patiño, conde Glimes), y de Mercedes Falcó y de Anchorena, duquesa del Arco, grande de España, nacida en Madrid. Con hijas.
10. Y Joaquín Escrivá de Romaní y Mora, nacido el 25 de noviembre de 1959 en Madrid, donde casó el 22 de mayo de 1987 con Beatriz Álvarez de las Asturias-Bohorques y Mac Crohon, nacida en Madrid el 5 de mayo de 1964, hija de Agustín Álvarez de las Asturias-Bohorques y Silva, conde de Canillas de los Torneros de Enríquez, natural de Zarauz (Guipúzcoa) y de María del Pilar Mac Crohon y Pellón, nacida en Madrid. Con descendencia.

Le sucedió, en 1982, su hijo:
- Alfonso Escrivá de Romaní y Mora, XVIII barón de Beniparrell, X marqués de Aguilar de Ebro, VII marqués de Monistrol de Noya, XVIII conde de Sástago con grandeza de España.

1. Casó en primeras nupcias, en Zarauz el 10 de septiembre de 1970, con Isabel de Miguel Anasagasti Alonso López-Sallaberry (Zarauz, 15 de septiembre de 1947 - Madrid, 30 de diciembre de 1982), hija de Luis María de Miguel y Alonso, natural de Valladolid, y de María Luisa Anasagasti y López-Salaberry, nacida en Madrid.
2. Casó en segundas nupcias, el 27 de febrero de 1988, con Patrice Rutl Verhaaren (Nueva York, 31 de octubre de 1953), hija de Robert y de Ruth Verhaaren, naturales de Nueva York.

De la primera tiene por hijos a:
1. Alfonso Escrivá de Romaní y de Miguel.
2. Isabela Escrivá de Romaní y de Miguel, nacida en Madrid el 31 de diciembre de 1973.
3. Sofía Escrivá de Romaní y de Miguel, nacida en Barcelona el 12 de junio de 1979.